# Козловский, Николай Ильич
Никола́й Ильи́ч Козло́вский  (1791 год — 12 мая 1878 года, Москва) — русский архитектор эпохи эклектики, академик Императорской Академии художеств, действительный статский советник.

## Биография
Родился в дворянской семье.
В марте 1802 поступил в архитектурную школу Экспедиции кремлёвского строения учеником 3-го класса с чином подканцеляриста.
1804 год — окончил школу со степенью помощника архитектора 2-го класса.
Декабрь 1808 года — получил чин коллежского регистратора.
Май 1815 года — определён в Комиссию строений в Москве архитекторским помощником.
С ноября 1824 года — исполнял обязанности архитектора 4-го участка Комиссии (Пятницкая, Якиманская и Серпуховская части Москвы).
Март 1832 года — получил звание архитектора.
Сентябрь 1834 года — определён архитектором при московских Императорских театрах.
Апрель 1835 года — стал производителем работ в Комиссии строений в Москве.
С марта 1840 года — начальник 1-го разряда Комиссии строений в Москве: поручены работы в Пятницкой, Якиманской, Городской, Серпуховской, Хамовнической, Арбатской и Пресненской частях Москвы, а также сочинение фасадов для обывательских построек в Звенигороде, Можайске, Серпухове, Богородске, Коломне, Бронницах и Воскресенском посаде.
Ноябрь 1840 года — представил проект и смету на постройку стены Китай-города в Москве от Варварских к Ильинским воротам.
Октябрь 1842 года — был поручен надзор: в Городской, Тверской, Пречистенской и Арбатской частях Москвы.
Апрель 1852 года — старший архитектор и член Правления 4-го округа путей сообщений и публичных зданий в Москве.
Июнь 1852 года — подписал план об освидетельствовании московских бульваров.
1857 год — избран почетным вольным общником ИАХ.
Июнь 1867 года — рассмотрел и утвердил смету на исправление Каменного Яузского моста.
Умер в Москве в чине действительного статского советника. Похоронен на старом кладбище Донского монастыря.

## Творчество

### Храмы и колокольни
- Колокольня Храма Троицы в Вишняках (1824—1826), Пятницкая улица, 51, совместно с Ф. М. Шестаковым
- Церковь Всех Скорбящих на Калитниковском кладбище (1834—1836), Б. Калитниковский пр., 11[2],
- Колокольня Рождественского монастыря (1835—1836), Рождественка, 18
- Колокольня и трапезная (не сохранились) церкви Преображения на Болвановке (1839), 2-й Новокузнецкий переулок, 10
- Колокольня для Московской духовной семинарии (1844)
- Храм Успения Пресвятой Богородицы в Троице-Лыкове (1840—1850-е)
- Церковь Николая Чудотворца «Красный звон» (1858), Никольский переулок, 9а
- Церковь Николы Явленного на Арбате (1846—1860), не сохранилась.
- Колокольня Софийской церкви (1862—1868), Софийская набережная, 32  (недоступная ссылка) Памятник Федерального значения (недоступная ссылка)

### Жилые дома
- Гоголевский бульвар, 5/2 (1852) , Памятник регионального значения
- Воздвиженка, 18 (1839, не сохранились)

### Перестраивал
- Церковь Григория Неокесарийского (1831—1834, ул. Большая Полянка, 29а, совместно с Ф. М. Шестаковым и В. А. Балашовым)
- Церковь Николая Чудотворца в Подкопаях (1855—1858, Подколокольный пер., 7 / Подкопаевский переулок, 15/9)
- Церковь Василия Кесарийского (1842, совместно с А. К. Александровым, не сохранилась)
- Церковь Воскресения в Гончарах (1862—1864, совместно с И. Н. Дьячковым, не сохранилась)
- Галерею Церкви Воскресения в Кадашах (1860, 2-й Кадашёвский переулок, 7)
- жилой дом — Варсонофьевский переулок, 9 (1860, совместно с А. Д. Никольским и И. Н. Дьячковым, не сохранился).